# セラナ・バンク
セラナ・バンク（セラナ・バンク礁、Serrana Bank）とはニカラグアの東部360Km、カリブ海にある岩礁と小さな島からなるコロンビア領の環礁である。

## 概要
最も大きく突出したサウス・ウェスト・ケイ（South Wesut Cay）にコロンビア政府が立てた灯台がある。以前、軍事基地があり、かつてキューバと対立していた間は、アメリカ海兵隊が使っていた。現在は部分的に破壊されている。
セラナ・バンクは船の墓場としても知られており、1526年スペイン船がこの礁で難破し船が沈没した。生存者の乗組員のペドロ・セラノ船長（Pedro Serrano）ら3人の内1人は死亡。生き残ったセラノ船長ら2人はボートでこの環礁から脱出をしようとした。1534年に救出されるまでの8年間漂流生活をしていたと言う。セラノ船長の敬意を表して、1545年オランダの地図上にセラノ船長の名をこの環礁に与えた。1660年にイギリスの海賊ジョン・グラバーが大部分の岩礁を図にしている。1972年アメリカとコロンビアとの間でいくつかの礁の主権を認める条約に調印したが、1981年にこの条件は有効となり、1982年アメリカはコロンビアに環礁を返還した。現在セラナ・バンクはロブスターの漁師が訪れるほか、亀の漁師がナロウ・ケイ（Narrow Cay）に住んでおり、木の小屋が岩礁にある。セラナ・バンクへの上陸は特別な許可が必要である。